# Wallace F. Johnson
Wallace F. Johnson, właśc. Wallace Ford Johnson (ur. 13 lipca 1889 w Pensylwanii; zm. 15 lutego 1971 w Filadelfii) – amerykański tenisista, czterokrotny zwycięzca U.S. National Championships w grze mieszanej, zdobywca Pucharu Davisa 1913.

## Kariera tenisowa
Johnson dwa razy został finalistą U.S. National Championships (obecnie US Open) w grze pojedynczej, w latach 1912 i 1921. W konkurencji gry mieszanej czterokrotnie zdobywał tytuł mistrzowski, w latach 1907, 1909, 1911 i 1920. W 1913 zagrał na Wimbledonie osiągając czwartą rundę singla i trzecią debla.
W lipcu 1913 zagrał w półfinale grupy światowej Pucharu Davisa przeciwko Oscarowi Kreuzerowi z Cesarstwa Niemieckiego, pokonując go w czterech setach. W zwycięskim dla Stanów Zjednoczonych finale przeciwko Wielkiej Brytanii Johnson nie wystąpił.

### Finały w turniejach wielkoszlemowych

#### Gra pojedyncza (0–2)
| Końcowy wynik | Nr | Data | Turniej                              | Nawierzchnia | Przeciwnik         | Wynik finału            |
| ------------- | -- | ---- | ------------------------------------ | ------------ | ------------------ | ----------------------- |
| Finalista     | 1. | 1912 | U.S. National Championships, Newport | Trawiasta    | Maurice McLoughlin | 6:3, 6:2, 2:6, 4:6, 2:6 |
| Finalista     | 2. | 1921 | U.S. National Championships, Newport | Trawiasta    | William Tilden     | 1:6, 3:6, 1:6           |

#### Gra mieszana (4–0)
| Końcowy wynik | Nr | Data | Turniej                                 | Nawierzchnia | Partnerka                | Przeciwnicy                          | Wynik finału |
| ------------- | -- | ---- | --------------------------------------- | ------------ | ------------------------ | ------------------------------------ | ------------ |
| Zwycięzca     | 1. | 1907 | U.S. National Championships, Filadelfia | Trawiasta    | May Sayres               | Natalie Wildey Herbert Morris Tilden | 6:1, 7:5     |
| Zwycięzca     | 2. | 1909 | U.S. National Championships, Filadelfia | Trawiasta    | Hazel Hotchkiss Wightman | Louise Hammond Raymond Little        | 6:2, 6:0     |
| Zwycięzca     | 3. | 1911 | U.S. National Championships, Filadelfia | Trawiasta    | Hazel Hotchkiss Wightman | Edna Wildey Herbert Morris Tilden    | 6:4, 6:4     |
| Zwycięzca     | 4. | 1920 | U.S. National Championships, Filadelfia | Trawiasta    | Hazel Hotchkiss Wightman | Molla Mallory Craig Biddle           | 6:4, 6:3     |